# Свадебные песни славян
Свадебные песни славян — народные песни, исполняемые в разные моменты традиционного свадебного празднества у славянских народов.
Музыкально-поэтический язык песен свадебного обряда отличает устойчивость, закреплённая традицией обрядовой практики, сложившейся в крестьянской общине. В древности основная функция свадебного фольклора была утилитарно-магической: устные произведения способствовали счастливой судьбе, благополучию. Но постепенно они начали играть иную роль: церемониальную и эстетическую.
Свадебные песни также исполнялись на похоронах рано почивших молодых людей, которых наряжали в свадебные наряды и несли на кладбище с музыкой и зелёными гирляндами. Редки свидетельства о приготовлении к похоронам свадебного каравая или иного обрядового хлеба.

## Восточные славяне

### У русских

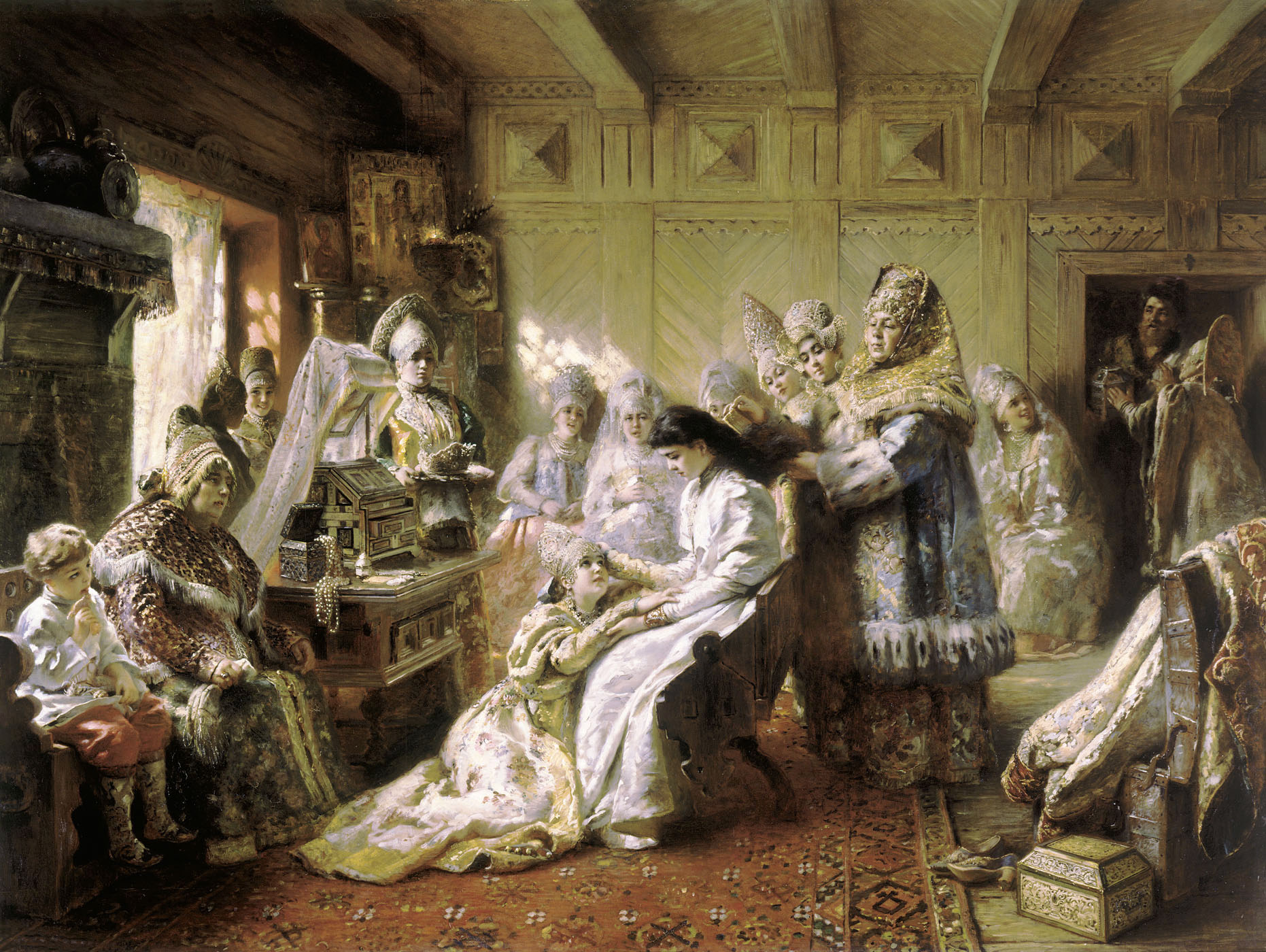
К. Е. Маковский «Под венец» (1884)

Свадебные песни являются одними из самых традиционных, народных лирических песен, а их напевы часто очень древние. Исполнение свадебных песен оставалось прерогативой женщин до отмены крепостного права в 1861 году, когда постепенно начинает ломаться традиционный патриархальный устой. Наиболее характерным строем для песен был 4-стопный хорей с дактилической клаузулой. Часто песни были импровизированными, включали диалектные слова и былинные сюжеты.

#### Виды
Музыкально-песенное сопровождение присутствовало на каждом этапе свадебной обрядности. Выделяются некоторые её виды:
- лирические не связаны с обрядом или действом, слагаются традиционным поэтическим языком и часто относятся к общерусскому репертуару.
- прощальные (причитания, причети) оформляли завершение добрачной жизни. Записанные собирателями такие песни делятся на длинные (165,1 строки) и короткие (21,6 строк). Зырянов И. В. считает длинные свадебные причитания соединением нескольких коротких эпизодов обряда.
- величальные — короткие, повторяющиеся, легкомысленные песни в адрес гостей, исполнялись хором во время ритуальных застолий и служили для общинного закрепления новой структуры социума.
- корильные (дразнилки) — сатирические, гротескные, игровые или осуждающие песни, как противовес величальным песням.
- комментирующие (церемониальные) — песни-связки, комментирующие ход ритуала, объясняющие обряд или содержащие молитву, благословение, просьбу, жалобу, вопрос;
- плясовые исполнялись иногда во время торжества.

#### Использование

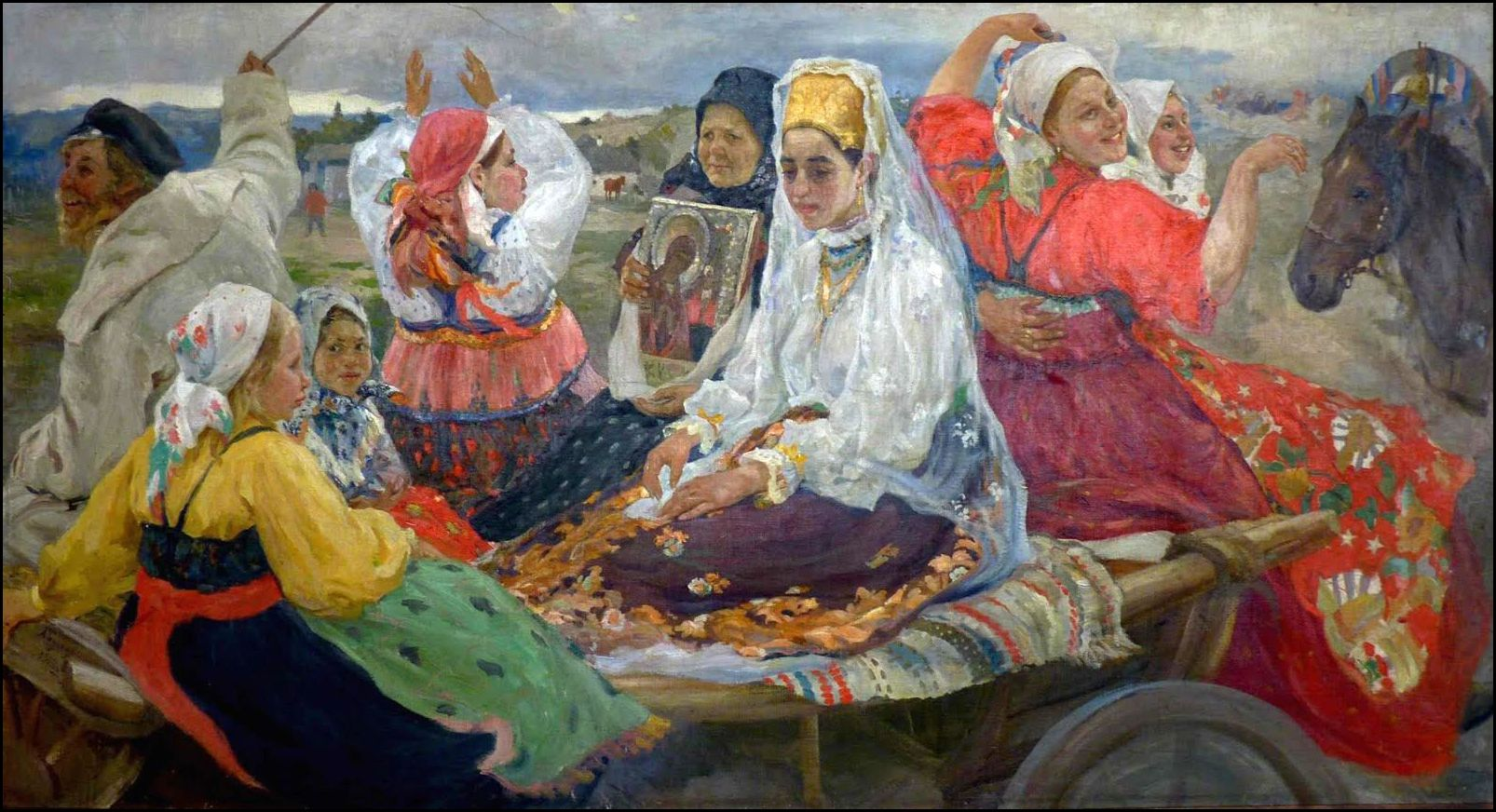
А. А. Бучкури. «Свадебный поезд» (1912). Собрание ВОХМ им. И. М. Крамского.

На смотринах невесту проверяли — хороша, здорова ли, хозяйственна ли, а при демонстрации невестой своих навыков девушки и гости пели песню-похвалу невесте и её родителям, советовали жениху присматриваться внимательнее, чтобы потом не пожалел о сделанном выборе.
Перед свадьбой девушка собирает у себя подруг на девичник, где невесте пели прощальные песни, сама она в «печальной» одежде причитала по поводу окончания «вольной» девичьей жизни («Ты, река ли моя, реченька»). Обряд «прощания с красотой» проводился сравнительно одинаково на всей территории России и вращался вокруг предметов-символов девичества (лента, кудель, букет, девичья одежда и головной убор). В песне невесты отражались горе и обида на родителей, призывы не отдавать её на дальнюю сторонку. Даже если невеста радовалась замужеству, ей полагалось внешне выражать печаль:

Породила меня мамушка

Во несчастный день во пятницу,

Ещё клала меня мамушка

В колыбельку да качливую,

Раскачала меня мамушка

На все четыре стороны,

На одну-то на сторонушку —

На чужую, незнакомую,

На чужую на сторонушку

Ко чужому отцу-батюшке,

Ко чужой свекрови-матушке —

да какая я несчастная!
Свадебные причитания (вытие) в северных и центральных районах России (свадьба-похороны) отличалось особо развитой плачевой традицией (например, на Русском Севере и у финно-угорских народов — ёйги). Свадьба-веселье в западном и южном регионах Европейской России отличалась праздничным настроем с меньшим числом причитаний, сопровождалась каравайными песнями.
Приготовлением в доме жениха свадебного хлеба (каравай, курник, ряжен, моленник и др.) занимались крёстные родители и каравайницы (счастливые в браке женщины), которые начинали с молитв и продолжали со специальными песнями, которые комментировали процесс.
На свадьбе исполняются не только печальные песни о расставании девушки со своей семьёй, но и много весёлых, шуточных песен.

### У белорусов

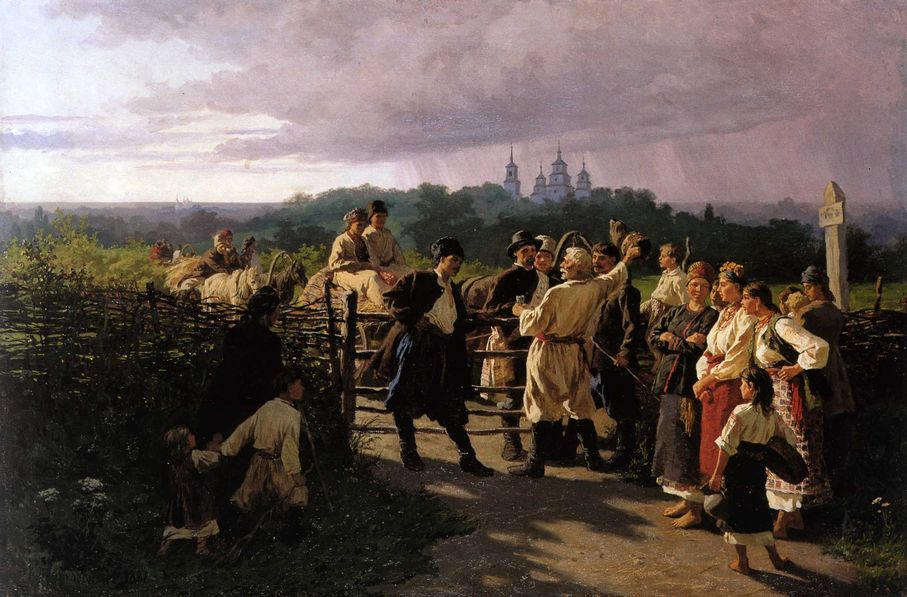
К. Трутовский. «Свадебный выкуп» (1881).

Свадьба белорусов, как и у многих других народов, складывалась из трёх основных этапов: предсвадебного, свадебного и послесвадебного. Каждый из этапов состоял из комплекса обрядов общеславянского или регионального значения. Вербальная активность характерна более не для невесты, а для участников торжества — родственников, подружек, гостей. Когда жених приезжал за невестой, у ворот гости пели: «А свату, наш свату, да пусти у хату, а мы тут заколели, естечки захотели». После выплаты ими выкупа в доме родственники невесты пели корильные песни:
Наша Манечка — сыр налитой, а ваш Ванечка — мех надутой.

Наша Манечка — розовый цвет, а ваш Ванечка — старый дед.

Наша Манечка — цвет белый, а ваш Ванечка — пень горелый.

Наша Манечка — как сыроежка, а ваш Ванечка — как головешка.
Подружки невесты с главной «подневестницей» пели печальные песни («Ай, ты белая кудрявая берёза»), она также причитала («Не погуляла нисколько, отдають меня взамуж…»), особенно если была сирота или безотцовщина. Также подружки перед венцом расплетали невесте косу и пели ей песни-напутствие («Как будешь к вянцу ехать…»). Свадьба сопровождалась исполнением застольных песен (в Красноярье пели «Лявониху»).
Когда жених привозил молодую в родительский дом, их встречали иконами, хлебом и солью, исполняли иные песни, в которых говорилось о предстоящих трудовых буднях и послушании в новом доме. На второй день пели застольные песни: женщины — одни («По морю, по морю, по морю синему…»), девушки — другие («На море уточка купалася…»). В песнях иносказательно обращались к жениху, величая его орлом, разбившим «стадо лебединое».
По окончании свадьбы гости-«сваты» прощались распространённой в Белоруссии песней:

До дому, сваты, до дому,

Поели кони солому,

А солома жменька — копейка,

А сено клочок — пятачок.
Традиционная народная культура у белорусов-католиков в Западной Белоруссии постепенно исчезла к 1920-1930-м годам, отчего фольклорная составляющая бедна: молодёжь вместо белорусских песен пела на вечеринках польские, выученные в школе.

### У украинцев

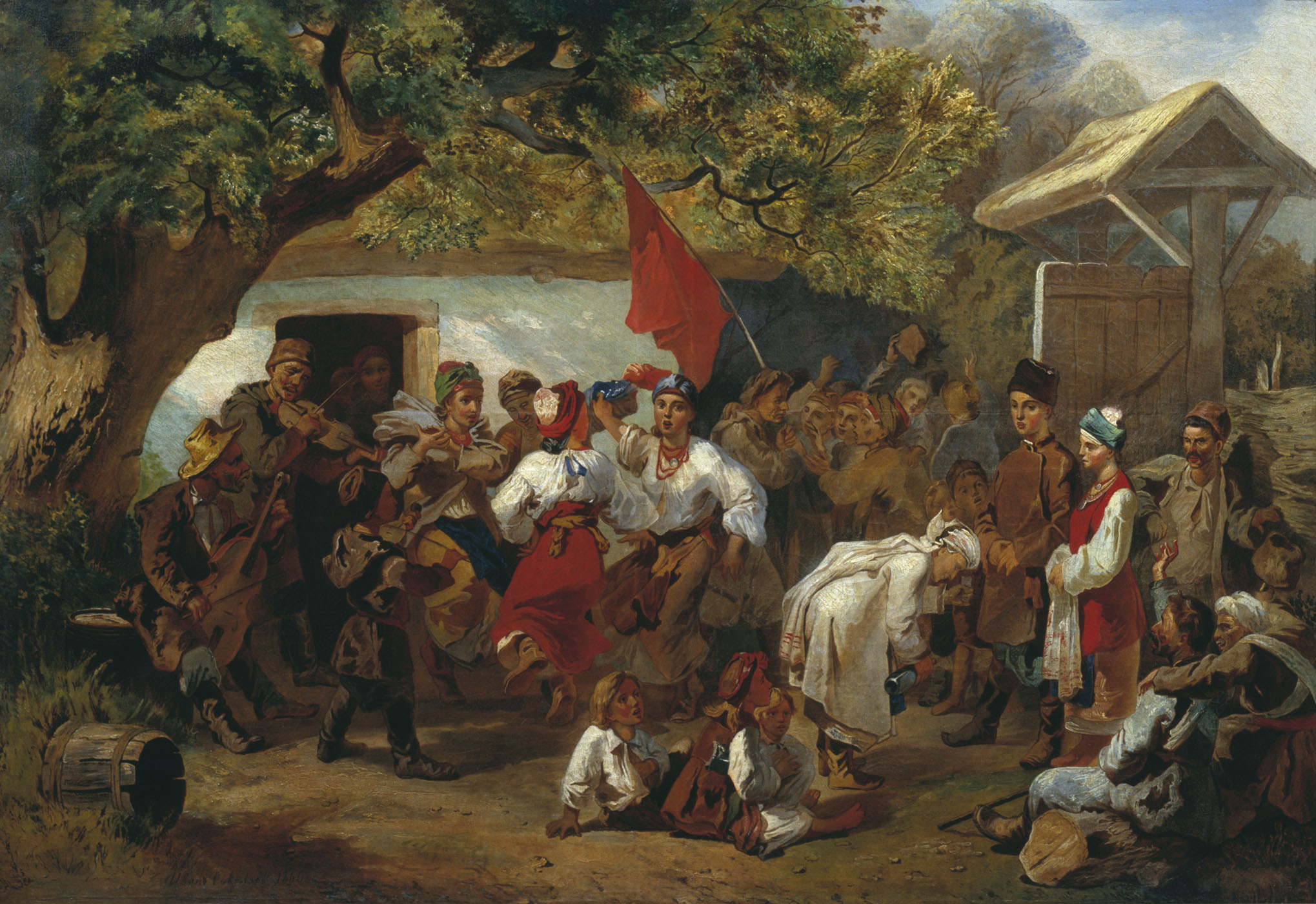
И. И. Соколов «Свадьба» (1860). Сумской художественный музей.

Свадьба украинцев богата песенным фольклором, который всё ещё сохраняется в памяти носителей традиций. Песни и припевки сопровождают все важнейшие обрядовые действия украинской свадьбы. Большая часть песен прощальные — «жалибны», «молодячи», а также «сиротские». Их поют в доме невесты в период от сватовства до венчания. В преданиях, свадебных песнях украинцев сохранились отголоски обычая сватовства девушки к парню, встречавшиеся также у южных славян. В случае удачного сватовства пели:

Ой, там на горi кущ малини стоіть, ой.

Ой рано i позно матуся кричить, ой кричить.

— Не плач, моя мати, не плач, ой i не ридай,

Бери рушнички, старостам ой i роздавай.

Ой, там на горi кущ малини стоіть, ой,

Ой рано i позно матуся кричить, ой кричить.
На «дивичь-вечир» невеста и девушки поют песни-причеты о закончившемся девичестве, о жизни «на чужой сторонке». Лирические монологи невесты — радостные и грустные — не переходят обычно в плач и причеты северно-русской свадьбы. Об украинских причитаниях (укр. голосіння) упоминают польский писатель Ян Менецкий (1551), поэт Севастиан Кленович (1602).
В украинском языке обрядовые свадебные песни, исполняемые в Карпатах и Прикарпатье, называются ладкання/ладканка. Эти песни в виде диалога исполняли свахи (замужние женщины со стороны жениха) и подруги невесты при встрече невесты и жениха. Лиричные свадебные песни «журнi» (термин Западного Подолья) исполнялись в наиболее драматические моменты обряда.
Дня за три до свадьбы невеста приглашала дружек и молодых женщин печь каравай, шишки, лежни и калачи, что называлось «хадзіць на вэнкi». Процесс готовки сопровождался песнями. Часто в девичьих песнях встречаются слова «долина» и «калина», что символизирует брак. Затем невесту сажали на кожух, расплетали косу и надевали цветочный венок на голову. При завивании венка или гильца (деревца с конфетами, орехами и пряниками) для невесты пели:
Ходіла Галочка а по садэйку,

Як біла лэбэдэнька.

Рэжа барвінок особi на вэнок,

На свою головэйку.

Ой, вэнця, вэнця, зэлэн барвінця,

Наробів ты мнi жалю.

Сваю матыньку, сваю рідную

Навікi покідаю.

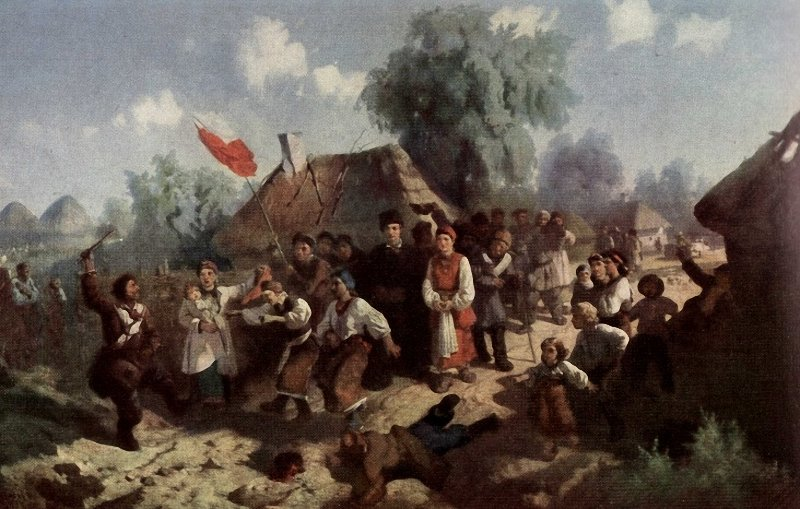
И. И. Соколов «Перезва» (1857)

Провожая после венчания молодых в дом жениха, дружки и свахи в песнях кликали молодую обратно, обещаясь заплести вновь косу, а также призывали свекровь встретить невестку. После обряда встречания молодых в родительском доме праздник продолжался в виде застолья, песен и танцев («перезва»):

Дай же, Боже, пити добрий розум мати,

Шеби в свата за столом переночувати.

Шеби в свата за столом переночувати,

Шоб на лавцi лягти спати, а з-під лавки встати.
Хоровые партии исполняли то торжественно-величальные, то буйно-разгульные песни. Часть песен в процессе свадебного обряда адресовалась всем «боярам» (друзьям жениха) и дружкам (подругам невесты): «Мы думалы, вы пры(й)ихалы», «Вы, дружечки, раки»: другие — отдельным лицам (старшему боярину, свашке, «свитылке», матери невесты): «Старший боярин горбатый», «Тебе, дружко из дружеватых» и пр..

## Южные славяне

### У болгар

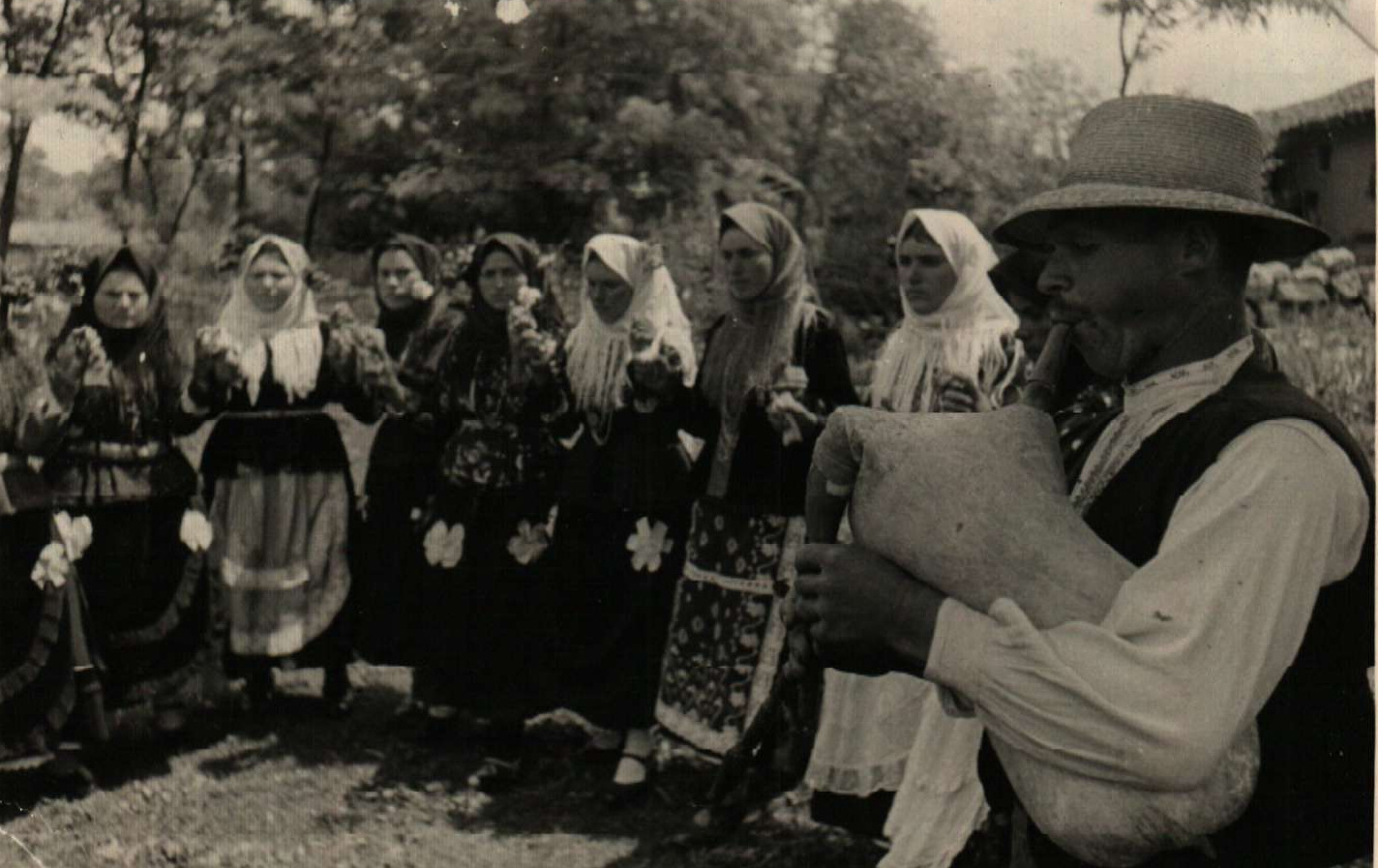
Болгарская свадьба. Музыкант играет на гайде (ранее 1945)

Как и у всех славянских народов, у болгар также имеются свадебные обрядовые песни, тематически близкие южнорусским и северорусским. В целом, болгарская свадьба длилась неделю, была насыщена ритуалами с глубоким содержанием, торжествами и весельем. Условно свадебные ритуалы, сопровождаемые песнями, делятся на досвадебные и свадебные. Помолвка, приготовление праздничных хлебов и свадебного знамени, заплетение кос и одевание невесты, девичник и бритьё молодожёна относятся к досвадебным церемониям. Бытовали песни-описания. Завивая венок для невесты, пели:
| Оригинал на болгарском | Перевод на русский                                                                                            |
| Тука се вие, дружке ле, зелен венец. Па дотече, дружке ле, мътна вода, Па донесе, дружке ле, росно цвете, Да се вие, дружке ле, зелен венец. | Здесь плетут зелёный венок. И потечёт мутная вода, И понесёт росистый цветок, Пусть плетут зелёный венок[22]. |
К болгарской свадьбе обязательно из ветки фруктового дерева делают свадебное знамя: на верхушку накалывают «позолоченное» яблоко и завязывают платок красно-белого цвета, который символизирует мужское и женское начала. Песней «Свадебное знамя развевается» (болг. Фуруглица трепери) открывается свадьба. В этот день сваты отправляют жениха за кумой. Девушки под звуки волынки (гайда) и барабанов поют о прощании невесты с беззаботностью и родительским домом. Прощание девушки с родными и подругами отражалось в песнях-плачах (причитаниях):
| Оригинал на болгарском | Перевод на русский |
| — Невястице, уруглице, Жал ли ти е за момите, За момите, за Лазара? Невяста им отговаря: — Леле, моми, леле, дружки, И жал ми е, и не ми е; На майка ми твърде жалба, Че ма млада оженила, Оженила, зачернила — Да не бера малки моми, Да не играм лазарица, Да не им съм кехаица[24]. | — Невестушка, кругло личико, Что кручинишься девица, По девицам, по Лазарю? Невеста им отвечает: — Эй, девицы, эй, подружки, И мне жалко, и не только мне; Моя матушка много печалится, Что меня молоду оженила, Оженила, зачернила[a]. — Да не берите молоденьких девиц, Да не играйте лазарицами, Да не становитесь красавицами. |
Перед отправлением к дому жениха молодые обращаются лицами к солнцу, невеста кланяется и вручает подарки своим родителям и родственникам. В это время девушки поют грустную песню о прощании молодой с родными («Прощения проси, невестушка» — болг. Прошка вземай, младо булче). Главной песней болгарской свадьбы является «Приходите, девушка прощается с родными» (болг. Ела се вие, превива, мома се с рода прощава). В доме жениха молодых встречают родители, которых кличут песней «Выходите, матушка, поглядите, кого привели — лицом белую, румяную, телом — стройную, высокую…» (болг. Я излез, момкова майка, да си видиш какво ти водим — на лице бяло, червено, на снага — тънка, висока...). Продолжается празднование, свадебный пир, сопровождаемый музыкой, песнями и добрыми пожеланиями.

## Комментарии
1. ↑  Замужние болгарские женщины, в отличие от девушек, обычно носили чёрные юбки